# Михаил Ростиславич (князь смоленский)
Михаил Ростиславич (ум. 1279) — князь Мстиславский (1260—1278), великий князь Смоленский (1278—1279). Сын Ростислава Мстиславича.

## Биография
Наследовал княжество по смерти старшего брата Глеба. По смерти Михаила права на смоленский престол принадлежали прежде всего его брату Фёдору, но в связи с продолжительным отсутствием последнего фактически Смоленск контролировался старшим Глебовичем Александром, который в 1297 году провозгласил себя смоленским князем и вступил в открытую борьбу против дяди.

## Семья
Жена — неизвестна.
Дети:
- Андрей Михайлович — князь Вяземский;
- Фёдор;
- Константин.